# Lee Dong-hwi
Lee Dong-hwi (hangul: 이동휘; rr: I Dong-hwi; nascido em 22 de julho de 1985) é um ator sul-coreano. Ele ganhou reconhecimento por meio de seu papel na popular série de televisão Reply 1988 (2015–2016). Posteriormente, atuou em uma série de papéis coadjuvantes em filmes de sucesso de bilheteria, incluindo The Handmaiden (2016), Confidential Assignment (2017) e New Trial (2017), Lee também estrelou Extreme Job (2019), que tornou-se o segundo filme coreano de maior bilheteria da história do país. 

## Filmografia

### Cinema
| Ano  | Título                  | Papel                            | Nota         |
| ---- | ----------------------- | -------------------------------- | ------------ |
| 2013 | Run to the South        | Membro do café                   |              |
| 2013 | Cold Eyes               | Papagaio                         |              |
| 2013 | Queen of the Night      | Empregado masculino              |              |
| 2013 | Way Back Home           | Gwang-sik                        |              |
| 2014 | Animal                  | Soo-yong                         |              |
| 2014 | No Tears for the Dead   | Engenheiro de veículos elétricos |              |
| 2014 | Tazza: The Hidden Card  | Worth                            |              |
| 2014 | Fashion King            | Homem da dupla 2                 |              |
| 2015 | The Beauty Inside       | Sang-baek                        |              |
| 2015 | Veteran                 | Yoon Hong-ryeol                  |              |
| 2015 | The Sound of a Flower   | Chil-sung                        |              |
| 2016 | The Handmaiden          | Sr. Goo                          |              |
| 2016 | Luck Key                | Min-seok                         | Participação |
| 2017 | Confidential Assignment | Park Myung-ho                    |              |
| 2017 | One Line                | Gerente sênior Song              |              |
| 2017 | New Trial               | Mo Chang-hwan                    |              |
| 2017 | The Bros                | Lee Joo-bong                     |              |
| 2019 | Extreme Job             | Young-ho                         |              |
| 2019 | My First Client         | Jung-yeob                        |              |
| 2019 | Exit                    | Polícia central                  | Participação |
| 2020 | Somewhere in Between    | Gi-tae                           |              |
| 2020 | The Call                | Baek Min-hyun                    |              |
| 2024 | The Roundup: Punishment | Chang Dong-cheol                 |              |
| TBA  | New Year Blues          | Yong-chan                        |              |

### Televisão
| Ano       | Título                      | Papel                            | Emissora |
| --------- | --------------------------- | -------------------------------- | -------- |
| 2014      | Gunman in Joseon            | Han Jung-hoon                    | KBS2     |
| 2015      | Divorce Lawyer in Love      | Lee Kyung                        | SBS      |
| 2015-2016 | Reply 1988                  | Ryu Dong-ryong                   | tvN      |
| 2016      | Red Teacher (Drama Special) | Kim Tae-nam                      | KBS2     |
| 2016      | Entourage                   | Geo-book (Tartaruga)             | tvN      |
| 2017      | Radiant Office              | Do Ki-taek                       | MBC      |
| 2019      | Pegasus Market              | Moon Seok-goo                    | tvN      |
| 2020      | SF8                         | Jung Ga-ram (Episódio: "Manxin") | MBC      |

## Prêmios e indicações
| Ano  | Prêmio                          | Categoria                                                       | Trabalho indicado                 | Resultado | Ref.  |
| ---- | ------------------------------- | --------------------------------------------------------------- | --------------------------------- | --------- | ----- |
| 2016 | InStyle Star Icon               | Prêmio Ator da Nova Geração                                     | Reply 1988, The Sound of a Flower | Indicado  |       |
| 2016 | Style Icon Asia                 | Marra Incrível                                                  | —                                 | Venceu    |       |
| 2016 | Max Movie Awards                | Melhor Ator Coadjuvante                                         | The Beauty Inside                 | Indicado  |       |
| 2016 | Baeksang Arts Awards            | Melhor Ator Revelação (TV)                                      | Reply 1988                        | Indicado  |       |
| 2016 | Korea Drama Awards              | Melhor Ator Revelação                                           | Reply 1988                        | Indicado  |       |
| 2016 | tvN10 Awards                    | Prêmio Rouba-Cena, Ator                                         | Reply 1988                        | Indicado  |       |
| 2016 | Korea World Youth Film Festival | Prêmio Rookie                                                   | Reply 1988                        | Venceu    |       |
| 2016 | KBS Drama Awards                | Prêmio de Excelência, Ator em Drama de Ato único/Especial/Curto | Drama Special – Red Teacher       | Venceu    |       |
| 2016 | Fashionista Awards              | Melhor Fashionista                                              | —                                 | Indicado  | [ 1 ] |
| 2017 | Korea Top Star Awards           | Prêmio de Estrela Popular                                       | The Bros                          | Venceu    |       |